# Karl Müller (bryologiste)
Pour les articles homonymes, voir Müller et Karl Müller.
Karl Müller, ou Karl Johann August Müller, est un bryologiste saxon-vimarois-isenacois, né le 16 décembre 1818 à Allstedt et mort le 9 février 1899 à Halle.

## Biographie
Il est issu d'un milieu modeste. Son père est le maître maroquinier Christian Müller et sa mère l’épouse de celui-ci, Louise Hoblitz.
Il fait un apprentissage de pharmacien et exerce comme pharmacien pendant plusieurs années. En 1842 il travaille à la pharmacie d'Ernst Hampe et se passionne pour la bryologie. En 1843, il s'installe à Halle (Saale) où il étudie la botanique sous la direction de Diederich Franz Leonhard von Schlechtendal. En 1847, il commence à publier son Synopsis Muscorum Frondosorum omnium omnium hucusque cognitorum. Il rejette les idées de Darwin. En 1880, il devient membre de la Léopoldina.
Il assemble une collection de plus de 10 000 spécimens de mousses. Parmi ses travaux, il faut signaler Synopsis muscorum frondosorum (deux volumes, 1849-1851), Genera muscorum frondosorum (1901) et Antäus oder dir Natur im Spiegel der Menschheit (1902).
Outre ses recherches, Müller écrit pour la Botanische Zeitung et, de 1852 à 1896, il est avec Otto Eduard Vincenz Ule (de) rédacteur en chef de l'hebdomadaire Die Natur.
Il se marie deux fois. Sa première femme est Henriette Hauff. En 1864, il épouse Hedwig Mathilde Sorge. De son premier mariage il a un fils et deux filles de son second.